# Проспера
Проспера (исп. Próspera — «Процветающий») — ZEDE или la Zona de Empleo y Desarrollo Económico (зона занятости и экономического развития) на острове Роатан в Центральной Америке, являющаяся частью Республики Гондурас.
Пол Ромер принимал участие в первоначальном обсуждении проекта, но позже отказался от участия в нём по причинам недостаточной прозрачности. Будущий город обладает значительной автономией, имеет частное правительство, собственную фискальную, регуляторную и правовую систему.